# Lygodactylus decaryi
Lygodactylus decaryi este o specie de șopârle din genul Lygodactylus, familia Gekkonidae, descrisă de Angel 1930. Conform Catalogue of Life specia Lygodactylus decaryi nu are subspecii cunoscute.